# Molde
Molde (norveška izgovorjava: [ˈmɔ̂ɫdə]) je mesto in občina v okrožju Møre og Romsdal na Norveškem. Leži v tradicionalnem okrožju Romsdal na polotoku Romsdal, ki ga obdajata fjorda Fannefjord in Moldefjord.
Upravno središče občine je mesto Molde, ki je tudi upravno središče okraja Møre og Romsdal, trgovsko središče regije Romsdal in sedež škofije Møre. Druga glavna središča prebivalstva v občini so vasi Hjelset, Kleive, Nesjestranda, Midsund, Nord-Heggdal, Eidsvåg, Rausand, Boggestranda, Myklebostad, Eresfjord in Eikesdalen.
Molde ima morsko, zmerno podnebje s hladnimi do toplimi poletji in razmeroma milimi zimami. Mesto ima vzdevek Mesto vrtnic.
Molde je bilo prvotno ime kmetije ob naravnem pristanišču, ki je v poznem 16. stoletju preraslo v pristanišče za trgovanje z lesom. Uradne trgovske pravice so bile uvedene pred letom 1604, mesto pa je bilo vključeno s kraljevo listino leta 1742. Molde je bil ustanovljen kot občina 1. januarja 1838.
Mesto je še naprej raslo v 18. in 19. stoletju ter postalo središče norveške tekstilne in oblačilne industrije, pa tudi upravno središče regije in pomembna turistična destinacija. Po drugi svetovni vojni je Molde doživel pospešeno rast in se 1. januarja 1964 združil z občino Bolsøy in deli občine Veøy ter postal središče ne le upravnih in javnih storitev, temveč tudi akademskih virov in industrijske proizvodnje.
Občina s 1503 kvadratnimi kilometri (580 kvadratnih milj) je 56. največja po površini od 356 občin na Norveškem. Molde je 31. najbolj naseljena občina na Norveškem z 32.446 prebivalci. Gostota prebivalstva v občini je 22,6 prebivalcev na kvadratni kilometer, njeno prebivalstvo pa se je v zadnjih 10 letih povečalo za 4,9 %.